# Martin Ševela
Martin Ševela (ur. 20 listopada 1975 w Moście pri Bratislave) – słowacki piłkarz występujący na pozycji obrońcy i trener piłkarski.

## Kariera piłkarska
Ševela swoją seniorską karierę zawodniczą rozpoczął w 1995 w Interze Bratysława, z którym dwukrotnie zdobył mistrzostwo Słowacji (2000, 2001) oraz trzykrotnie Puchar Słowacji (1995, 2000, 2001). Następnie grał w Ozecie Dukli Trenczyn, ZTS Dubnica, 1. FK Drnovice, Slovanie Bratysława, ponownie Interze, a karierę zakończył w 2012 w AS Trenčín (dawniej Ozeta Dukla) w wieku 36 lat.

## Kariera trenerska
W latach 2019–2021 prowadził Zagłębie Lubin. Związany był z klubem obowiązującym do czerwca 2022 kontraktem, ale został wykupiony 1 lipca 2021 przez Abha Club.

## Sukcesy

### Zawodnik
Inter Bratysława
- Mistrzostwo Słowacji: 1999/00, 2000/01
- Puchar Słowacji: 1994/95, 1999/00, 2000/01

### Trener
AS Trenčín
- Mistrzostwo Słowacji: 2014/15, 2015/16
- Puchar Słowacji 2014/15, 2015/16

Slovan Bratysława
- Mistrzostwo Słowacji: 2018/19
- Puchar Słowacji: 2017/18